# Ruta de Occitania 2019
La 43.ª edición de la Ruta de Occitania (llamada oficialmente: La Route d'Occitanie) fue una carrera de ciclismo en ruta por etapas que se celebró entre el 20 y el 23 de junio de 2019 en Francia con inicio en la población de Gignac y final en la localidad de Clermont-Pouyguillès sobre un recorrido de 691 kilómetros.
La carrera hizo parte del UCI Europe Tour 2019, dentro de la categoría UCI 2.1 y fue ganada por el ciclista español Alejandro Valverde del Movistar. Lo acompañaron en el podio los colombianos Iván Ramiro Sosa del INEOS y Rigoberto Urán del EF Education First.

## Equipos participantes
Tomaron parte en la carrera 18 equipos, de los cuales 5 son de categoría UCI WorldTeam, 9 de categoría Profesional Continental y 4 de categoría Continental, quienes conformaron un pelotón de 121 ciclistas de los cuales terminaron 98. Los equipos participantes son:
| WorldTeams (5)- AG2R La Mondiale - EF Education First - Groupama-FDJ - Movistar Team - Ineos Equipos continentales profesionales (9)- Bardiani CSF - Caja Rural-Seguros RGA - Cofidis, Solutions Crédits - Delko-Marseille Provence - Euskadi Basque Country-Murias - Israel Cycling Academy - Arkéa-Samsic - Total Direct Énergie - Vital Concept-B&B Hotels Equipos continentales (4)- Interpro Cycling Academy - Natura4Ever-Roubaix Lille Métropole - Saint Michel-Auber 93 - Bike Aid |
| |

## Recorrido
La Ruta de Occitania dispuso de cuatro etapas para un recorrido total de 691 kilómetros.
| Etapa     | Fecha     | Recorrido                                   | type                   | Distancia (km) | Ganador            | Líder              |
| --------- | --------- | ------------------------------------------- | ---------------------- | -------------- | ------------------ | ------------------ |
| 1.ª etapa | 20 de jun | Gignac – Saint-Geniez-d'Olt                 | etapa de media montaña | 175,5          | Alejandro Valverde | Alejandro Valverde |
| 2.ª etapa | 21 de jun | Labruguière – Martres-Tolosane              | etapa escarpada        | 187,7          | Arnaud Démare      | Alejandro Valverde |
| 3.ª etapa | 22 de jun | Arreau – Bagnères-de-Luchon                 | etapa de montaña       | 173            | Iván Ramiro Sosa   | Alejandro Valverde |
| 4.ª etapa | 24 de jun | Clermont-Pouyguillès – Clermont-Pouyguillès | etapa escarpada        | 154,8          | Arnaud Démare      | Alejandro Valverde |

## Desarrollo de la carrera

### 1.ª etapa
| Gignac - Saint-Geniez-d'Olt | etapa de media montaña | (175,5 km) |

| \| Clasificación de la etapa \| Clasificación de la etapa \| Clasificación de la etapa \| Clasificación de la etapa \| Clasificación de la etapa \| \| Ciclista \| Ciclista \| Equipo \| Tiempo \| \| \| ------------------------- \| ------------------------- \| ------------------------- \| ------------------------- \| ------------------------- \| \| 1.º \| Alejandro Valverde \| Movistar Team \| 4 h 44 min 01 s \| \| \| 2.º \| Edward Dunbar \| Team Ineos \| + 0 s \| \| \| 3.º \| Élie Gesbert \| Arkéa-Samsic \| + 2 s \| \| \| 4.º \| Rigoberto Urán \| EF Education First \| + 2 s \| \| \| 5.º \| Tony Gallopin \| AG2R La Mondiale \| + 2 s \| \| \| 6.º \| Iván Ramiro Sosa \| Team Ineos \| + 2 s \| \| \| 7.º \| Alex Aranburu \| Caja Rural-Seguros RGA \| + 8 s \| \| \| 8.º \| Rein Taaramäe \| Total Direct Énergie \| + 10 s \| \| \| 9.º \| Giovanni Carboni \| Bardiani CSF \| + 35 s \| \| \| 10.º \| Pavel Sivakov \| Team Ineos \| + 35 s \| \| |                    |                        |                 |
| |                    |                        |                 |
| Fuente: ProCyclingStats |                    |                        |                 |
| Clasificación de la etapa |                    |                        |                 |
| Ciclista | Ciclista           | Equipo                 | Tiempo          |
| 1.º | Alejandro Valverde | Movistar Team          | 4 h 44 min 01 s |
| 2.º | Edward Dunbar      | Team Ineos             | + 0 s           |
| 3.º | Élie Gesbert       | Arkéa-Samsic           | + 2 s           |
| 4.º | Rigoberto Urán     | EF Education First     | + 2 s           |
| 5.º | Tony Gallopin      | AG2R La Mondiale       | + 2 s           |
| 6.º | Iván Ramiro Sosa   | Team Ineos             | + 2 s           |
| 7.º | Alex Aranburu      | Caja Rural-Seguros RGA | + 8 s           |
| 8.º | Rein Taaramäe      | Total Direct Énergie   | + 10 s          |
| 9.º | Giovanni Carboni   | Bardiani CSF           | + 35 s          |
| 10.º | Pavel Sivakov      | Team Ineos             | + 35 s          |

| \| Clasificación general \| Clasificación general \| Clasificación general \| Clasificación general \| Clasificación general \| \| Ciclista \| Ciclista \| Equipo \| Tiempo \| \| \| --------------------- \| --------------------- \| ---------------------- \| --------------------- \| --------------------- \| \| 1.º \| Alejandro Valverde \| Movistar Team \| 4 h 43 min 51 s \| \| \| 2.º \| Edward Dunbar \| Team Ineos \| + 4 s \| \| \| 3.º \| Élie Gesbert \| Arkéa-Samsic \| + 8 s \| \| \| 4.º \| Rigoberto Urán \| EF Education First \| + 12 s \| \| \| 5.º \| Tony Gallopin \| AG2R La Mondiale \| + 12 s \| \| \| 6.º \| Iván Ramiro Sosa \| Team Ineos \| + 12 s \| \| \| 7.º \| Alex Aranburu \| Caja Rural-Seguros RGA \| + 17 s \| \| \| 8.º \| Rein Taaramäe \| Total Direct Énergie \| + 20 s \| \| \| 9.º \| Giovanni Carboni \| Bardiani CSF \| + 44 s \| \| \| 10.º \| Pavel Sivakov \| Team Ineos \| + 44 s \| \| |                    |                        |                 |
| |                    |                        |                 |
| Fuente: ProCyclingStats |                    |                        |                 |
| Clasificación general |                    |                        |                 |
| Ciclista | Ciclista           | Equipo                 | Tiempo          |
| 1.º | Alejandro Valverde | Movistar Team          | 4 h 43 min 51 s |
| 2.º | Edward Dunbar      | Team Ineos             | + 4 s           |
| 3.º | Élie Gesbert       | Arkéa-Samsic           | + 8 s           |
| 4.º | Rigoberto Urán     | EF Education First     | + 12 s          |
| 5.º | Tony Gallopin      | AG2R La Mondiale       | + 12 s          |
| 6.º | Iván Ramiro Sosa   | Team Ineos             | + 12 s          |
| 7.º | Alex Aranburu      | Caja Rural-Seguros RGA | + 17 s          |
| 8.º | Rein Taaramäe      | Total Direct Énergie   | + 20 s          |
| 9.º | Giovanni Carboni   | Bardiani CSF           | + 44 s          |
| 10.º | Pavel Sivakov      | Team Ineos             | + 44 s          |

### 2.ª etapa
| Labruguière - Martres-Tolosane | etapa escarpada | (187,7 km) |

| \| Clasificación de la etapa \| Clasificación de la etapa \| Clasificación de la etapa \| Clasificación de la etapa \| Clasificación de la etapa \| \| Ciclista \| Ciclista \| Equipo \| Tiempo \| \| \| ------------------------- \| ------------------------- \| ------------------------- \| ------------------------- \| ------------------------- \| \| 1.º \| Arnaud Démare \| Groupama-FDJ \| 4 h 50 min 13 s \| \| \| 2.º \| Christopher Lawless \| Team Ineos \| + 0 s \| \| \| 3.º \| Moreno Hofland \| EF Education First \| + 0 s \| \| \| 4.º \| Sacha Modolo \| EF Education First \| + 0 s \| \| \| 5.º \| David González López \| Caja Rural-Seguros RGA \| + 0 s \| \| \| 6.º \| Evaldas Šiškevicius \| Delko Marseille Provence \| + 0 s \| \| \| 7.º \| José Joaquín Rojas \| Movistar Team \| + 0 s \| \| \| 8.º \| Julien Duval \| AG2R La Mondiale \| + 0 s \| \| \| 9.º \| Michael Bresciani \| Bardiani CSF \| + 0 s \| \| \| 10.º \| Lorrenzo Manzin \| Vital Concept-B&B Hotels \| + 0 s \| \| |                      |                          |                 |
| |                      |                          |                 |
| Fuente: ProCyclingStats |                      |                          |                 |
| Clasificación de la etapa |                      |                          |                 |
| Ciclista | Ciclista             | Equipo                   | Tiempo          |
| 1.º | Arnaud Démare        | Groupama-FDJ             | 4 h 50 min 13 s |
| 2.º | Christopher Lawless  | Team Ineos               | + 0 s           |
| 3.º | Moreno Hofland       | EF Education First       | + 0 s           |
| 4.º | Sacha Modolo         | EF Education First       | + 0 s           |
| 5.º | David González López | Caja Rural-Seguros RGA   | + 0 s           |
| 6.º | Evaldas Šiškevicius  | Delko Marseille Provence | + 0 s           |
| 7.º | José Joaquín Rojas   | Movistar Team            | + 0 s           |
| 8.º | Julien Duval         | AG2R La Mondiale         | + 0 s           |
| 9.º | Michael Bresciani    | Bardiani CSF             | + 0 s           |
| 10.º | Lorrenzo Manzin      | Vital Concept-B&B Hotels | + 0 s           |

| \| Clasificación general \| Clasificación general \| Clasificación general \| Clasificación general \| Clasificación general \| \| Ciclista \| Ciclista \| Equipo \| Tiempo \| \| \| --------------------- \| --------------------- \| ---------------------- \| --------------------- \| --------------------- \| \| 1.º \| Alejandro Valverde \| Movistar Team \| 9 h 34 min 04 s \| \| \| 2.º \| Edward Dunbar \| Team Ineos \| + 4 s \| \| \| 3.º \| Élie Gesbert \| Arkéa-Samsic \| + 8 s \| \| \| 4.º \| Tony Gallopin \| AG2R La Mondiale \| + 12 s \| \| \| 5.º \| Iván Ramiro Sosa \| Team Ineos \| + 12 s \| \| \| 6.º \| Rigoberto Urán \| EF Education First \| + 12 s \| \| \| 7.º \| Alex Aranburu \| Caja Rural-Seguros RGA \| + 17 s \| \| \| 8.º \| Rein Taaramäe \| Total Direct Énergie \| + 20 s \| \| \| 9.º \| Giovanni Carboni \| Bardiani CSF \| + 44 s \| \| \| 10.º \| Pavel Sivakov \| Team Ineos \| + 44 s \| \| |                    |                        |                 |
| |                    |                        |                 |
| Fuente: ProCyclingStats |                    |                        |                 |
| Clasificación general |                    |                        |                 |
| Ciclista | Ciclista           | Equipo                 | Tiempo          |
| 1.º | Alejandro Valverde | Movistar Team          | 9 h 34 min 04 s |
| 2.º | Edward Dunbar      | Team Ineos             | + 4 s           |
| 3.º | Élie Gesbert       | Arkéa-Samsic           | + 8 s           |
| 4.º | Tony Gallopin      | AG2R La Mondiale       | + 12 s          |
| 5.º | Iván Ramiro Sosa   | Team Ineos             | + 12 s          |
| 6.º | Rigoberto Urán     | EF Education First     | + 12 s          |
| 7.º | Alex Aranburu      | Caja Rural-Seguros RGA | + 17 s          |
| 8.º | Rein Taaramäe      | Total Direct Énergie   | + 20 s          |
| 9.º | Giovanni Carboni   | Bardiani CSF           | + 44 s          |
| 10.º | Pavel Sivakov      | Team Ineos             | + 44 s          |

### 3.ª etapa
| Arreau - Bagnères-de-Luchon | etapa de montaña | (173 km) |

| \| Clasificación de la etapa \| Clasificación de la etapa \| Clasificación de la etapa \| Clasificación de la etapa \| Clasificación de la etapa \| \| Ciclista \| Ciclista \| Equipo \| Tiempo \| \| \| ------------------------- \| ---------------------------- \| ----------------------------- \| ------------------------- \| ------------------------- \| \| 1.º \| Iván Ramiro Sosa \| Team Ineos \| 4 h 54 min 47 s \| \| \| 2.º \| Alejandro Valverde \| Movistar Team \| + 0 s \| \| \| 3.º \| Rigoberto Urán \| EF Education First \| + 3 s \| \| \| 4.º \| Óscar Rodríguez Garaicoechea \| Euskadi Basque Country-Murias \| + 19 s \| \| \| 5.º \| Joe Dombrowski \| EF Education First \| + 24 s \| \| \| 6.º \| Tony Gallopin \| AG2R La Mondiale \| + 24 s \| \| \| 7.º \| Edward Dunbar \| Team Ineos \| + 34 s \| \| \| 8.º \| Giovanni Carboni \| Bardiani CSF \| + 40 s \| \| \| 9.º \| Valentin Madouas \| Groupama-FDJ \| + 1 min 24 s \| \| \| 10.º \| Nans Peters \| AG2R La Mondiale \| + 1 min 31 s \| \| |                              |                               |                 |
| |                              |                               |                 |
| Fuente: ProCyclingStats |                              |                               |                 |
| Clasificación de la etapa |                              |                               |                 |
| Ciclista | Ciclista                     | Equipo                        | Tiempo          |
| 1.º | Iván Ramiro Sosa             | Team Ineos                    | 4 h 54 min 47 s |
| 2.º | Alejandro Valverde           | Movistar Team                 | + 0 s           |
| 3.º | Rigoberto Urán               | EF Education First            | + 3 s           |
| 4.º | Óscar Rodríguez Garaicoechea | Euskadi Basque Country-Murias | + 19 s          |
| 5.º | Joe Dombrowski               | EF Education First            | + 24 s          |
| 6.º | Tony Gallopin                | AG2R La Mondiale              | + 24 s          |
| 7.º | Edward Dunbar                | Team Ineos                    | + 34 s          |
| 8.º | Giovanni Carboni             | Bardiani CSF                  | + 40 s          |
| 9.º | Valentin Madouas             | Groupama-FDJ                  | + 1 min 24 s    |
| 10.º | Nans Peters                  | AG2R La Mondiale              | + 1 min 31 s    |

| \| Clasificación general \| Clasificación general \| Clasificación general \| Clasificación general \| Clasificación general \| \| Ciclista \| Ciclista \| Equipo \| Tiempo \| \| \| --------------------- \| ---------------------------- \| ----------------------------- \| --------------------- \| --------------------- \| \| 1.º \| Alejandro Valverde \| Movistar Team \| 14 h 28 min 45 s \| \| \| 2.º \| Iván Ramiro Sosa \| Team Ineos \| + 8 s \| \| \| 3.º \| Rigoberto Urán \| EF Education First \| + 17 s \| \| \| 4.º \| Tony Gallopin \| AG2R La Mondiale \| + 42 s \| \| \| 5.º \| Edward Dunbar \| Team Ineos \| + 45 s \| \| \| 6.º \| Giovanni Carboni \| Bardiani CSF \| + 1 min 30 s \| \| \| 7.º \| Joe Dombrowski \| EF Education First \| + 1 min 48 s \| \| \| 8.º \| Pavel Sivakov \| Team Ineos \| + 2 min 26 s \| \| \| 9.º \| Nans Peters \| AG2R La Mondiale \| + 2 min 32 s \| \| \| 10.º \| Óscar Rodríguez Garaicoechea \| Euskadi Basque Country-Murias \| + 2 min 42 s \| \| |                              |                               |                  |
| |                              |                               |                  |
| Fuente: ProCyclingStats |                              |                               |                  |
| Clasificación general |                              |                               |                  |
| Ciclista | Ciclista                     | Equipo                        | Tiempo           |
| 1.º | Alejandro Valverde           | Movistar Team                 | 14 h 28 min 45 s |
| 2.º | Iván Ramiro Sosa             | Team Ineos                    | + 8 s            |
| 3.º | Rigoberto Urán               | EF Education First            | + 17 s           |
| 4.º | Tony Gallopin                | AG2R La Mondiale              | + 42 s           |
| 5.º | Edward Dunbar                | Team Ineos                    | + 45 s           |
| 6.º | Giovanni Carboni             | Bardiani CSF                  | + 1 min 30 s     |
| 7.º | Joe Dombrowski               | EF Education First            | + 1 min 48 s     |
| 8.º | Pavel Sivakov                | Team Ineos                    | + 2 min 26 s     |
| 9.º | Nans Peters                  | AG2R La Mondiale              | + 2 min 32 s     |
| 10.º | Óscar Rodríguez Garaicoechea | Euskadi Basque Country-Murias | + 2 min 42 s     |

### 4.ª etapa
| Clermont-Pouyguillès - Clermont-Pouyguillès | etapa escarpada | (154,8 km) |

| \| Clasificación de la etapa \| Clasificación de la etapa \| Clasificación de la etapa \| Clasificación de la etapa \| Clasificación de la etapa \| \| Ciclista \| Ciclista \| Equipo \| Tiempo \| \| \| ------------------------- \| ------------------------- \| ----------------------------- \| ------------------------- \| ------------------------- \| \| 1.º \| Arnaud Démare \| Groupama-FDJ \| 3 h 35 min 57 s \| \| \| 2.º \| Sacha Modolo \| EF Education First \| + 0 s \| \| \| 3.º \| Julien Simon \| Cofidis, Solutions Crédits \| + 0 s \| \| \| 4.º \| David González López \| Caja Rural-Seguros RGA \| + 0 s \| \| \| 5.º \| José Joaquín Rojas \| Movistar Team \| + 0 s \| \| \| 6.º \| Anthony Maldonado \| Saint Michel-Auber 93 \| + 0 s \| \| \| 7.º \| Julien El Fares \| Delko Marseille Provence \| + 0 s \| \| \| 8.º \| Serguéi Chernetski \| Caja Rural-Seguros RGA \| + 0 s \| \| \| 9.º \| Garikoitz Bravo \| Euskadi Basque Country-Murias \| + 0 s \| \| \| 10.º \| Luis Ángel Maté \| Cofidis, Solutions Crédits \| + 0 s \| \| |                      |                               |                 |
| |                      |                               |                 |
| Fuente: ProCyclingStats |                      |                               |                 |
| Clasificación de la etapa |                      |                               |                 |
| Ciclista | Ciclista             | Equipo                        | Tiempo          |
| 1.º | Arnaud Démare        | Groupama-FDJ                  | 3 h 35 min 57 s |
| 2.º | Sacha Modolo         | EF Education First            | + 0 s           |
| 3.º | Julien Simon         | Cofidis, Solutions Crédits    | + 0 s           |
| 4.º | David González López | Caja Rural-Seguros RGA        | + 0 s           |
| 5.º | José Joaquín Rojas   | Movistar Team                 | + 0 s           |
| 6.º | Anthony Maldonado    | Saint Michel-Auber 93         | + 0 s           |
| 7.º | Julien El Fares      | Delko Marseille Provence      | + 0 s           |
| 8.º | Serguéi Chernetski   | Caja Rural-Seguros RGA        | + 0 s           |
| 9.º | Garikoitz Bravo      | Euskadi Basque Country-Murias | + 0 s           |
| 10.º | Luis Ángel Maté      | Cofidis, Solutions Crédits    | + 0 s           |

## Clasificaciones finales
Las clasificaciones finalizaron de la siguiente forma:

### Clasificación general
| \| Clasificación general \| Clasificación general \| Clasificación general \| Clasificación general \| Clasificación general \| \| Ciclista \| Ciclista \| Equipo \| Tiempo \| \| \| --------------------- \| ---------------------------- \| ----------------------------- \| --------------------- \| --------------------- \| \| 1.º \| Alejandro Valverde \| Movistar Team \| 18 h 04 min 42 s \| \| \| 2.º \| Iván Ramiro Sosa \| Team Ineos \| + 8 s \| \| \| 3.º \| Rigoberto Urán \| EF Education First \| + 17 s \| \| \| 4.º \| Tony Gallopin \| AG2R La Mondiale \| + 42 s \| \| \| 5.º \| Edward Dunbar \| Team Ineos \| + 45 s \| \| \| 6.º \| Giovanni Carboni \| Bardiani CSF \| + 1 min 30 s \| \| \| 7.º \| Joe Dombrowski \| EF Education First \| + 1 min 48 s \| \| \| 8.º \| Pavel Sivakov \| Team Ineos \| + 2 min 26 s \| \| \| 9.º \| Nans Peters \| AG2R La Mondiale \| + 2 min 32 s \| \| \| 10.º \| Óscar Rodríguez Garaicoechea \| Euskadi Basque Country-Murias \| + 2 min 42 s \| \| |                              |                               |                  |
| |                              |                               |                  |
| |                              |                               |                  |
| Clasificación general |                              |                               |                  |
| Ciclista | Ciclista                     | Equipo                        | Tiempo           |
| 1.º | Alejandro Valverde           | Movistar Team                 | 18 h 04 min 42 s |
| 2.º | Iván Ramiro Sosa             | Team Ineos                    | + 8 s            |
| 3.º | Rigoberto Urán               | EF Education First            | + 17 s           |
| 4.º | Tony Gallopin                | AG2R La Mondiale              | + 42 s           |
| 5.º | Edward Dunbar                | Team Ineos                    | + 45 s           |
| 6.º | Giovanni Carboni             | Bardiani CSF                  | + 1 min 30 s     |
| 7.º | Joe Dombrowski               | EF Education First            | + 1 min 48 s     |
| 8.º | Pavel Sivakov                | Team Ineos                    | + 2 min 26 s     |
| 9.º | Nans Peters                  | AG2R La Mondiale              | + 2 min 32 s     |
| 10.º | Óscar Rodríguez Garaicoechea | Euskadi Basque Country-Murias | + 2 min 42 s     |

### Clasificación por puntos
| Clasificación por puntos | Clasificación por puntos | Clasificación por puntos   | Clasificación por puntos | Clasificación por puntos |
| Ciclista                 | Ciclista                 | Equipo                     | Puntos                   |                          |
| ------------------------ | ------------------------ | -------------------------- | ------------------------ | ------------------------ |
| 1.º                      | Arnaud Démare            | Groupama-FDJ               | 40 pts                   |                          |
| 2.º                      | Alejandro Valverde       | Movistar Team              | 32 pts                   |                          |
| 3.º                      | Sacha Modolo             | EF Education First         | 30 pts                   |                          |
| 4.º                      | David González López     | Caja Rural-Seguros RGA     | 24 pts                   |                          |
| 6.º                      | Iván Ramiro Sosa         | Team Ineos                 | 20 pts                   |                          |
| 7.º                      | José Joaquín Rojas       | Movistar Team              | 20 pts                   |                          |
| 8.º                      | Rigoberto Urán           | EF Education First         | 18 pts                   |                          |
| 9.º                      | Christopher Lawless      | Team Ineos                 | 17 pts                   |                          |
| 10.º                     | Julien Simon             | Cofidis, Solutions Crédits | 15 pts                   |                          |

### Clasificación de la montaña
| Clasificación de la montaña | Clasificación de la montaña  | Clasificación de la montaña   | Clasificación de la montaña | Clasificación de la montaña |
| Ciclista                    | Ciclista                     | Equipo                        | Puntos                      |                             |
| --------------------------- | ---------------------------- | ----------------------------- | --------------------------- | --------------------------- |
| 1.º                         | Óscar Rodríguez Garaicoechea | Euskadi Basque Country-Murias | 22 pts                      |                             |
| 2.º                         | Stéphane Rossetto            | Cofidis, Solutions Crédits    | 19 pts                      |                             |
| 3.º                         | Alejandro Valverde           | Movistar Team                 | 19 pts                      |                             |
| 4.º                         | Loic Chetout                 | Cofidis, Solutions Crédits    | 18 pts                      |                             |
| 5.º                         | Nans Peters                  | AG2R La Mondiale              | 16 pts                      |                             |
| 6.º                         | Iván Ramiro Sosa             | Team Ineos                    | 12 pts                      |                             |
| 7.º                         | Rigoberto Urán               | EF Education First            | 12 pts                      |                             |
| 8.º                         | Hernán Aguirre               | Interpro Cycling Academy      | 12 pts                      |                             |
| 9.º                         | Sergio Samitier              | Euskadi Basque Country-Murias | 11 pts                      |                             |
| 10.º                        | Pierre Rolland               | Vital Concept-B&B Hotels      | 10 pts                      |                             |

### Clasificación de los jóvenes
| Clasificación del mejor joven | Clasificación del mejor joven | Clasificación del mejor joven | Clasificación del mejor joven | Clasificación del mejor joven |
| Ciclista                      | Ciclista                      | Equipo                        | Tiempo                        |                               |
| ----------------------------- | ----------------------------- | ----------------------------- | ----------------------------- | ----------------------------- |
| 1.º                           | Iván Ramiro Sosa              | Team Ineos                    | 18 h 04 min 50 s              |                               |
| 2.º                           | Edward Dunbar                 | Team Ineos                    | + 37 s                        |                               |
| 3.º                           | Giovanni Carboni              | Bardiani CSF                  | + 1 min 22 s                  |                               |
| 4.º                           | Pavel Sivakov                 | Team Ineos                    | + 2 min 18 s                  |                               |
| 5.º                           | Nans Peters                   | AG2R La Mondiale              | + 2 min 24 s                  |                               |
| 6.º                           | Óscar Rodríguez Garaicoechea  | Euskadi Basque Country-Murias | + 2 min 34 s                  |                               |
| 7.º                           | Valentin Madouas              | Groupama-FDJ                  | + 2 min 37 s                  |                               |
| 8.º                           | Alex Aranburu                 | Caja Rural-Seguros RGA        | + 3 min 14 s                  |                               |
| 9.º                           | Élie Gesbert                  | Arkéa-Samsic                  | + 4 min 44 s                  |                               |
| 10.º                          | Cristián Rodríguez            | Caja Rural-Seguros RGA        | + 7 min 17 s                  |                               |

### Clasificación por equipos
| Clasificación por equipos | Clasificación por equipos     | Clasificación por equipos | Clasificación por equipos |
| Equipo                    | Equipo                        | Tiempo                    |                           |
| ------------------------- | ----------------------------- | ------------------------- | ------------------------- |
| 1.º                       | Ineos                         | 54 h 17 min 44 s          |                           |
| 2.º                       | AG2R La Mondiale              | + 6 min 09 s              |                           |
| 3.º                       | Euskadi Basque Country-Murias | + 15 min 13 s             |                           |
| 4.º                       | Movistar Team                 | + 18 min 20 s             |                           |
| 5.º                       | Caja Rural-Seguros RGA        | + 18 min 40 s             |                           |
| 6.º                       | Bardiani CSF                  | + 21 min 27 s             |                           |
| 7.º                       | Delko-Marseille Provence      | + 24 min 30 s             |                           |
| 8.º                       | Interpro Cycling Academy      | + 26 min 12 s             |                           |
| 9.º                       | EF Education First            | + 28 min 39 s             |                           |
| 10.º                      | Cofidis, Solutions Crédits    | + 39 min 28 s             |                           |

## Evolución de las clasificaciones
| Etapa                   | Vencedor                | Clasificación general | Clasificación por puntos | Clasificación de la montaña | Clasificación de los jóvenes | Clasificación por equipos |
| ----------------------- | ----------------------- | --------------------- | ------------------------ | --------------------------- | ---------------------------- | ------------------------- |
| 1.ª                     | Alejandro Valverde      | Alejandro Valverde    | Alejandro Valverde       | Loic Chetout                | Edward Dunbar                | INEOS                     |
| 2.ª                     | Arnaud Démare           | Alejandro Valverde    | Arnaud Démare            | Loic Chetout                | Edward Dunbar                | INEOS                     |
| 3.ª                     | Iván Ramiro Sosa        | Alejandro Valverde    | Alejandro Valverde       | Óscar Rodríguez             | Iván Ramiro Sosa             | INEOS                     |
| 4.ª                     | Arnaud Démare           | Alejandro Valverde    | Arnaud Démare            | Óscar Rodríguez             | Iván Ramiro Sosa             | INEOS                     |
| Clasificaciones finales | Clasificaciones finales | Alejandro Valverde    | Arnaud Démare            | Óscar Rodríguez             | Iván Ramiro Sosa             | INEOS                     |

## UCI World Ranking
Ruta de Occitania otorgó puntos para el UCI World Ranking para corredores de los equipos en las categorías UCI WorldTeam, Profesional Continental y Equipos Continentales. Las siguientes tablas muestran el baremo de puntuación y los 10 corredores que obtuvieron más puntos:
| Posición              | 1.º | 2.º | 3.º | 4.º | 5.º | 6.º | 7.º | 8.º | 9.º | 10.º | 11.º | 12.º | 13.º-15.º | 16.º-25.º |
| Clasificación general | 125 | 85  | 70  | 60  | 50  | 40  | 35  | 30  | 25  | 20   | 15   | 10   | 5         | 3         |
| Por etapa             | 14  | 5   | 3   |     |     |     |     |     |     |      |      |      |           |           |
| Líder                 | 3   |     |     |     |     |     |     |     |     |      |      |      |           |           |

| Clasificación |                    |                    |         |       |       |       |
| Posición      | Ciclista           | Equipo             | General | Etapa | Líder | Total |
| ------------- | ------------------ | ------------------ | ------- | ----- | ----- | ----- |
| 1.º           | Alejandro Valverde | Movistar           | 125     | 19    | 9     | 153   |
| 2.º           | Iván Ramiro Sosa   | INEOS              | 85      | 14    | -     | 99    |
| 3.º           | Rigoberto Urán     | EF Education First | 70      | 3     | -     | 73    |
| 4.º           | Tony Gallopin      | AG2R La Mondiale   | 60      | -     | -     | 60    |
| 5.º           | Edward Dunbar      | INEOS              | 50      | 5     | -     | 55    |
| 6.º           | Giovanni Carboni   | Bardiani CSF       | 40      | -     | -     | 40    |
| 7.º           | Joe Dombrowski     | EF Education First | 35      | -     | -     | 35    |
| 8.º           | Pavel Sivakov      | INEOS              | 30      | -     | -     | 30    |
| 9.º           | Arnaud Démare      | Groupama-FDJ       | -       | 28    | -     | 28    |
| 10.º          | Nans Peters        | AG2R La Mondiale   | 25      | -     | -     | 25    |